# Solnice
Solnice (Aussprache: [ˈsolɲɪt͡sɛ], deutsch Solnitz) ist eine Stadt in Tschechien. Sie liegt sechs Kilometer nordwestlich von Rychnov nad Kněžnou an der Bělá und gehört zum Okres Rychnov nad Kněžnou.

## Geographie
Solnice befindet sich beiderseits der Bělá im Vorland des Adlergebirges. In der Stadt kreuzen sich die Staatsstraßen 14 zwischen Rychnov nad Kněžnou und Dobruška sowie 321 zwischen Kostelec nad Orlicí und Skuhrov nad Bělou. Der östlich der Stadt bei Kvasiny gelegene Bahnhof Solnice ist Endpunkt der Lokalbahn Častolovice – Rychnov nad Kněžnou – Solnice.
Nachbarorte sind Ještětice und Nové Dvory im Norden, Boroviny im Nordosten, Kvasiny und Lukavice im Osten, Panská Habrová im Südosten, Litohrady, Domašín, Dubno, und Dubina im Süden, Černíkovice im Südwesten sowie Byzhradec und Hroška im Nordwesten.

## Geschichte
Erstmals urkundlich erwähnt wurde das zur Herrschaft Skuhrov gehörende Solnice 1321, als der Besitzer Jan von Meziříčí den Kreuzherren mit dem Roten Stern auf dem Zderaz seelsorgliche Aufgaben in Solnice übertrug. 1359 übergaben die Brüder Jan und Vznata von Meziříč auf Skuhrov die seelsorglichen Aufgaben den Prager Weißen Kreuzherren mit dem Roten Herz. Sie errichteten in Solnice ein Kloster, das während der Hussitenkriege unterging. 1386 erhielt Solnice von den Meziříč auf Skuhrov eine Reihe von Privilegien verliehen, darunter die Erhebung zur Stadt nach Königgrätzer Recht und die Befreiung vom Robotdienst.
1456 löste Georg von Podiebrad Solnice von Skuhrov los und gliederte die Stadt an die Herrschaft Litice an. Dessen Sohn Heinrich d. Ä. verkaufte die Besitzungen 1495 an Wilhelm II. von Pernstein, von dem sie auf Jaroslav von Pernstein übergingen. Von diesem erwarb der Glatzer Pfandherr Ernst von Bayern 1556 u. a. auch Solnice, der es zwei Jahre später an die Prager Familie Benjamin von Vlknov verkaufte.
Noch im Jahre 1558 entstand eine Feste, die 1699 nach der Errichtung des Schlosses Kvasnice in einen herrschaftlichen Gasthof umgebaut wurde, wobei die äußere Gestaltung erhalten blieb. Nach der Schlacht am Weißen Berg verloren die Benjamin ihren Besitz. Solnice kaufte 1624 Heinrich von Dohna. 1699 gründete der Prager Karmeliterorden das Kloster der Maria vom Siege.
Der Gasthof „Zámeček“ wurde bis 1952 bewirtschaftet und war 1948 Drehort für den Film Hostinec U kamenného stolu von Josef Gruss. Nach 1990 wurde das Objekt zum Hotel umgebaut und steht seit einiger Zeit ungenutzt zum Verkauf.

## Ortsgliederung
Die Stadt Solnice besteht aus den Ortsteilen Ještětice (Jeschtietitz) und Solnice (Solnitz) sowie die Ortslagen Boroviny (Borowin) und Nové Dvory (Neuhof).

## Sehenswürdigkeiten

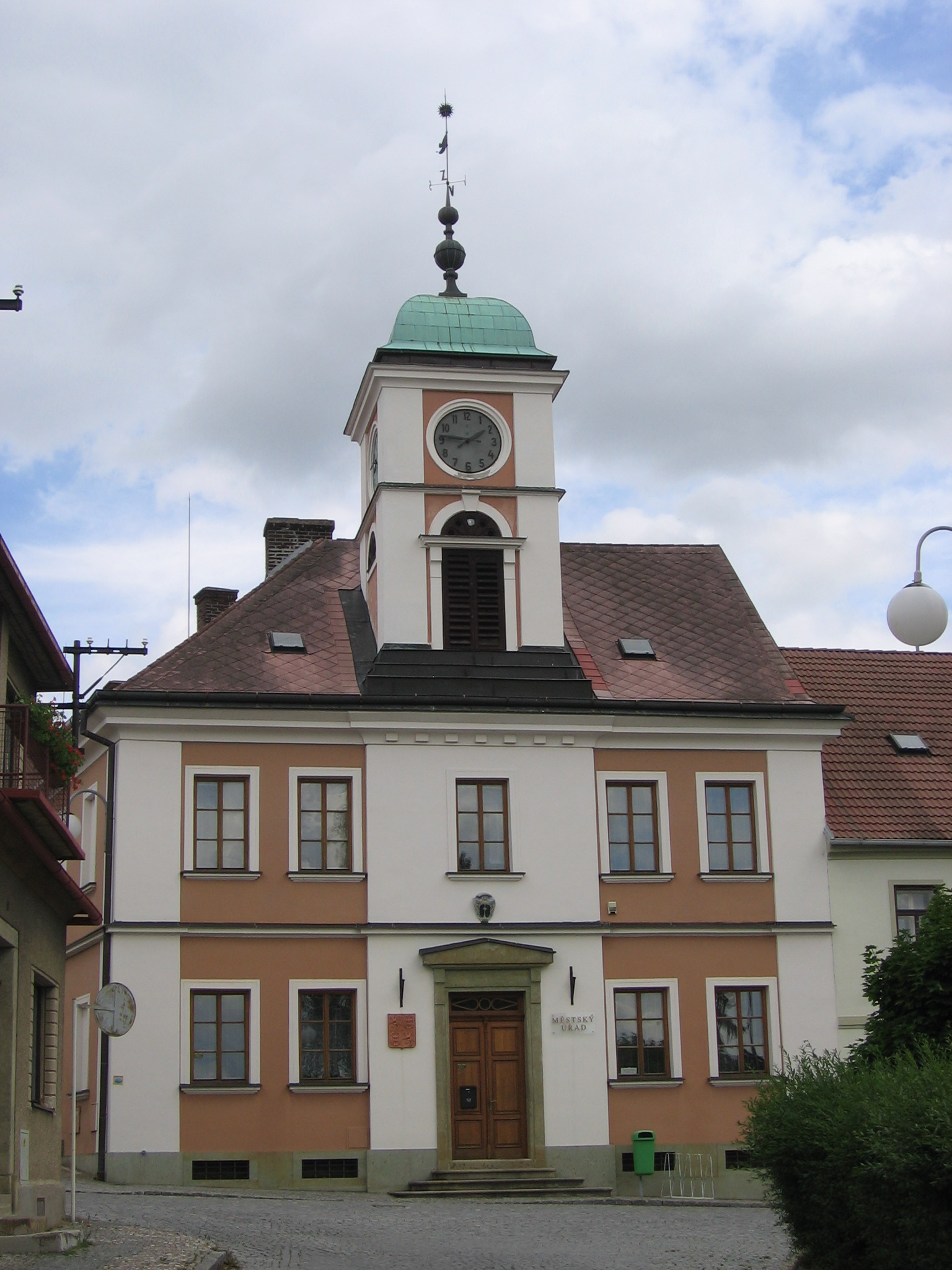
Solnice – Rathaus

- barocke Kirche Enthauptung Johannes des Täufers, zwischen 1681 und 1686 errichtet und zwischen 1869 und 1870 umgebaut
- Herz-Jesu-Kirche auf dem Friedhof, Neorenaissancebau von 1903–1904; das verwahrloste Bauwerk ist nicht zugänglich
- Rathaus, zwischen 1829 und 1835 im Empirestil errichtet
- Mariensäule auf dem Markt, 1714 errichtet

## Persönlichkeiten

### Söhne und Töchter der Stadt
- Antonín Hajn (1868–1949), Journalist und Politiker
- Alois Hajn (1870–1953), Übersetzer, Journalist und Politiker

### In der Stadt lebten und wirkten
- Josef Ehrenberger (1815–1882), Schriftsteller und Historiker, wirkte als Pfarrer in Solnitz